# Eduardo Fedriani del Pozo
Eduardo Fedriani del Pozo (1862-1925) fue catedrático de Cirugía y miembro de la Real Academia de Medicina de Sevilla, pionero en la aplicación de la medicina antiséptica y aséptica y de las intervenciones quirúrgicas con anestesia con cloroformo

## Biografía
Eduardo Fedriani nació en Sevilla en una familia modesta en 1862. Desde muy joven mostró gran afición por la medicina. Concluyó la carrera de medicina en 1878 a los 16 años. Obtuvo el Premio Extraordinario del Grado de Licenciado. En 1880 consiguió el cargo de médico de la Beneficencia Provincial. En 1903 fue nombrado Profesor agregado de la Facultad, enseñando la asignatura de Anatomía Topográfica y Operaciones. Alcanzó el doctorado en 1906. Desde 1912 fue miembro de número de la Real Academia de Medicina de Sevilla. En 1920 fue elegido presidente del Colegio Médico de Sevilla. En 1910 fue condecorado con la Cruz del Mérito Militar, en atención a los servicios prestados en la campaña de la guerra de Melilla del año anterior. Su fecunda labor llevó a que, en 1926, se rotulase una calle con su nombre en el popular barrio de la Macarena de Sevilla. 37°24′43″N 5°59′02″O / 37.4120699, -5.983867 Igualmente, se rotularon calles con su nombre en Carmona y Dos Hermanas.